# Ramón Romay

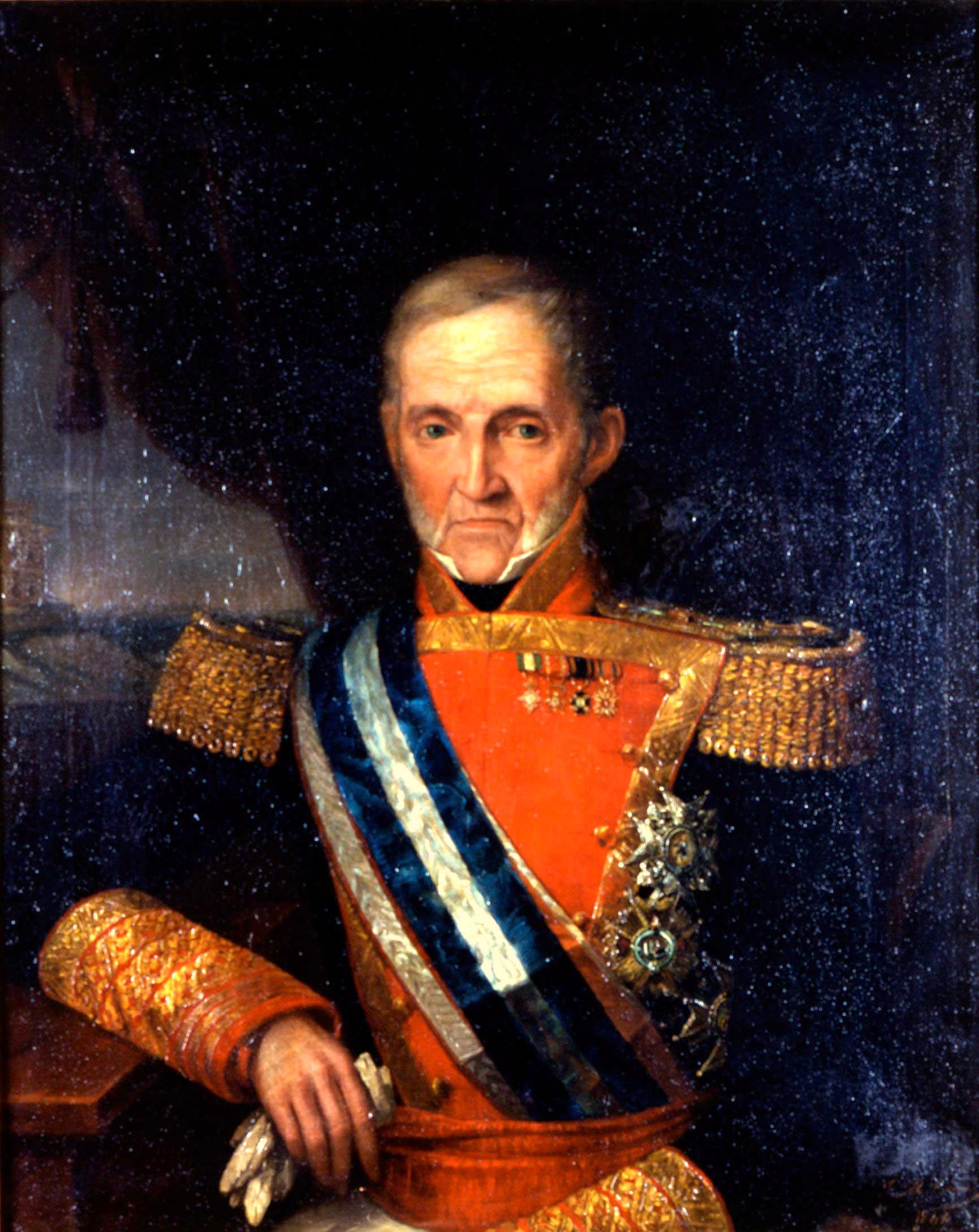
Capitán General de la Armada Ramón Lorenzo Romay y Jiménez de Cisneros.

Ramón Lorenzo Romay y Jiménez de Cisneros (Betanzos, 9 de agosto de 1764 - Madrid, 23 de mayo de 1849), marino español, capitán general de la Armada y director general de la misma a mediados del siglo XIX.

## Biografía
Ramoy Romay ingresó, en 1780, en el Colegio Naval de Ferrol, iniciando así su carrera en la Armada. Tras la entrada de las tropas napoleónicas en España en 1807, destaca su papel en la Guerra de la Independencia, recuperando el 18 de enero de 1811 la ciudad de La Bañeza (León) al mando de dos batallones de Infantería de Marina. Ostentaba entonces el grado de Capitán de Fragata.
Finalizada la guerra, el retorno del Rey Fernando VII supuso la abolición de la Constitución Española, aprobada en Cádiz en 1812, y la restauración del absolutismo. Ello dio lugar a diversos pronunciamientos por parte de militares liberales, entre los que destacó el realizado en La Coruña el 19 de septiembre de 1815 por Juan Díaz Porlier. Romay apoyaría dicho pronunciamiento, y a su fracaso se ve abocado al exilio en Inglaterra.
El llamado trienio liberal permitió el regreso, en 1820, de Romay a su patria, donde sería nombrado comandante general militar de la provincia de Vigo. Abandonaría el puesto al ser nombrado, el 28 de febrero de 1823, ministro de Marina, cargo que conservaría hasta el 20 de abril de dicho año: una nueva restauración absolutista le obligaría a exiliarse de nuevo en Inglaterra.
Tras un decreto de amnistía dictado en 1832 regresa una vez más a España, donde se le encomienda la defensa de la villa de Bilbao en plena guerra carlista. Posteriormente, en 1836 sería nombrado comandante del Departamento Naval de Cádiz, donde permanece hasta ser elegido, en 1837, senador por la provincia de La Coruña.
En 1843 fue nombrado director general de la Armada, concediéndosele el rango de capitán general, el más alto al que puede optar un marino en España. Fallecería seis años más tarde, a la edad de 84 años.
| Predecesor: Dionisio Capaz Rendón | Ministro de Marina 28 de febrero de 1823-20 de abril de 1823 | Sucesor: Antonio Campuzano |